# Acrochaetiales
Ordre
Les Acrochaetiales sont un ordre d'algues rouges de la sous-classe des Nemaliophycidae, dans la classe des Florideophyceae. 

## Liste des familles
Selon AlgaeBase (25 juil. 2012), Catalogue of Life (25 juil. 2012) et ITIS (25 juil. 2012) :
- famille des Acrochaetiaceae Fritsch ex W.R.Taylor

Selon NCBI (25 juil. 2012) :
- famille des Acrochaetiaceae
  - genre Acrochaetium
  - genre Audouinella
  - genre Grania
  - genre Rhodochorton
  - genre Schmitziella